# Ruanda
Ruanda, oficialmente República de Ruanda (português brasileiro) ou do Ruanda (português europeu) (Pronúncia inglesa: /ruːˈændə/ ou /rəˈwɑːndə/; pronúncia quiniaruanda: [ɾwanda] ouAFI: [ɾɡwanda]), é um país sem costa marítima localizado na região dos Grandes Lagos da África centro-oriental, fazendo fronteira com Uganda, Burundi, República Democrática do Congo e Tanzânia.
Ruanda recebeu uma atenção internacional considerável devido ao genocídio ocorrido em 1994, no qual cerca de 800 mil pessoas foram mortas. Desde então, o país viveu uma grande recuperação social e, hoje em dia, apresenta um modelo de desenvolvimento que é considerado exemplar para países em desenvolvimento. Em 2009, uma reportagem da rede de notícias CNN classificou Ruanda como tendo a história de maior sucesso do continente, tendo alcançado estabilidade, crescimento da economia (a renda média triplicou nos últimos dez anos) e integração internacional. Em 2007, a revista Fortune publicou um artigo intitulado "Why CEOs Love Rwanda" (Por que os CEOs amam Ruanda, em tradução livre). A capital, Quigali, é a primeira cidade africana a ser galardoada com o Habitat Scroll of Honor Award, em reconhecimento de sua "limpeza, segurança e conservação do modelo urbano". Em 2008, Ruanda tornou-se o primeiro país a eleger uma legislatura nacional na qual a maioria dos membros era mulheres. Ruanda aderiu à Commonwealth of Nations em 29 de novembro de 2009 como seu quinquagésimo quarto membro, fazendo do país um dos apenas três membros sem um passado colonial britânico.
A população é predominantemente jovem e rural, com uma densidade entre as mais altas na África. Os ruandeses são provenientes de apenas um grupo cultural e linguístico, os baniaruandas, embora dentro deste grupo há três subgrupos: os hútus, tútsis e os tuás. Os tuás são pigmeus que habitam a floresta, descendentes dos primeiros habitantes de Ruanda. Estudiosos discordam sobre as origens e as diferenças entre os hútus e tútsis; alguns acreditam que as diferenças são derivadas de antigas castas sociais dentro de um único povo, enquanto outros acreditam que os hútus e tútsis chegaram ao país separadamente e de diferentes locais. O cristianismo é a maior religião do país e a língua principal é o quiniaruanda, falado pela maioria dos ruandeses, com o inglês, francês e o suaíli servindo como línguas oficiais. Ruanda tem um sistema presidencialista de governo. O presidente atual é Paul Kagame, da Frente Patriótica Ruandesa (RPF), que assumiu o cargo em 2000. Ruanda hoje tem baixo nível de corrupção em comparação com os países vizinhos, embora as organizações de direitos humanos relatam supressão de grupos de oposição, a intimidação e as restrições à liberdade de expressão. O país tem sido governado por uma hierarquia administrativa desde os tempos pré-coloniais. Há cinco províncias delineadas por fronteiras estabelecidas em 2006. O Ruanda é um dos dois únicos países com maioria feminina no parlamento nacional.
Embora próximo da Linha do Equador, o país possui um clima temperado fresco, devido a sua alta elevação. O terreno consiste principalmente de planaltos gramíneos e colinas suaves. A abundante vida selvagem, incluindo raros gorilas-das-montanhas, resultou no turismo tornando-se um dos maiores setores da economia do país.

## História
Contrariamente aos seus vizinhos, Ruanda, era um reino centralizado, seu território foi oficialmente decidido na Conferência de Berlim (de 1885) e só foi entregue ao Império Alemão (juntamente com o vizinho Burundi) em 1890, numa conferência em Bruxelas, em troca de Uganda e da ilha de Heligolândia. No entanto, as fronteiras desta colônia — que, na altura incluíam também alguns pequenos reinos das margens do Lago Vitória — só foram definidas em 1900.
Depois da derrota da Alemanha na Primeira Guerra Mundial, a propriedade foi entregue à Bélgica, por mandato da Liga das Nações. O domínio belga foi direto e duro como o dos alemães e, utilizando a Igreja Católica, manipulou a classe alta dos tútsi para integrar o resto da população — na sua maioria hútus e demais tútsis — incluindo a cobrança de impostos e o trabalho forçado, que já eram quesitos adotados pela Alemanha e contribuindo para um grande fosso social que já existia.
Depois da Segunda Guerra Mundial Ruanda tornou-se novamente um protetorado das Nações Unidas, tendo a Bélgica como autoridade administrativa. Através de uma série de processos, incluindo várias reformas, o assassinato do rei Mutara III Charles, em 1959 e a fuga do último monarca do clã Nyiginya, o rei Kigeri V, para Uganda, os hútus ganharam mais poder e, na altura da independência, em 1962, os hútus eram os políticos dominantes. Em 25 de setembro de 1960 a ONU organizou um referendo no qual os ruandeses decidiram tornar-se uma república. Depois das primeiras eleições, foi declarada a República de Ruanda, com Grégoire Kayibanda como primeiro-ministro.
Após vários anos de instabilidade, em que o governo tomou várias medidas de repressão contra os tútsis, em 5 de julho de 1973, o major general Juvénal Habyarimana, que era ministro da defesa, destituiu o seu primo Grégoire Kayibanda, dissolveu a Assembleia Nacional e aboliu todas as atividades políticas. Em dezembro de 1978 foram organizadas eleições, nas quais foi aprovada uma nova constituição e confirmado Habyarimana como presidente, que foi reeleito em 1983 e em 1988, como candidato único, em resposta a pressões públicas por reformas políticas, Habyarimana anunciou em julho de 1990 a intenção de transformar o Ruanda numa democracia multipartidária.
No entanto, nesse mesmo ano, uma série de problemas climáticos e econômicos geraram conflitos internos e a Frente Patriótica Ruandesa (RPF), dominada por tútsis refugiados nos países vizinhos lançou ataques militares contra o governo hútu, a partir de Uganda. O governo militar de Juvénal Habyarimana respondeu com programas genocidas contra os tútsis. Em 1992 foi assinado um cessar-fogo entre o governo e a RPF em Aruxa, Tanzânia.
Em 6 de Abril de 1994, Juvénal Habyarimana e Cyprien Ntaryamira, o presidente do Burundi, foram assassinados quando o seu avião foi atingido por fogo quando aterrava em Quigali. Durante os três meses seguintes, os militares e milicianos ligados ao antigo regime mataram cerca de 800 000 tútsis e hútus oposicionistas, naquilo que ficou conhecido como o Genocídio de Ruanda. Entretanto, a RPF, sob a direção de Paul Kagame ocupou várias partes do país e, em 4 de julho entrou na capital Quigali, enquanto tropas francesas de manutenção da paz ocupavam o sudoeste, durante a “Opération Turquoise”.
Ainda trabalha-se para julgar os culpados pelo massacre de Ruanda. Até 2001, três mil foram julgados e quinhentos deles receberam penas máximas.
Com a morte de Juvénal Habyarimana, Pasteur Bizimungu ficou como presidente e Paul Kagame como vice, porém no ano 2000 os dois homens fortes entraram em conflito. Bizimungu renunciou à presidência e Kagame ficou como presidente. Em 2003, Kagame foi finalmente eleito para o cargo, no que foram consideradas as primeiras eleições democráticas depois do genocídio. Entretanto, cerca de 2 milhões de hútus refugiaram-se na República Democrática do Congo, com medo de retaliação pelos tútsis. Muitos regressaram, mas conservam-se ali milícias que têm estado envolvidas na guerra civil daquele país.
Dois filmes ajudam a entender a amplitude do conflito e a interferência internacional durante a formação, o decorrer e o fim do Genocídio, o primeiro é "Hotel Ruanda", que conta a história de um hoteleiro chamado Paul Rusesabagina, que enfrenta a difícil tarefa de defender sua família e amigos tútsis, da repressão hútu, e acaba por abrigar diversos refugiados, em miséria e pavor, em seu hotel antes destinado aos turistas e missionários na região. A história é baseada em acontecimentos reais. O segundo filme, "Aperte as mãos do diabo", é uma adaptação da autobiografia do general Romeo Dallaire, comandante das forças canadenses e da missão de paz ao Ruanda. O filme conta a jornada de Dallaire no genocídio de 1994 em Ruanda, e de como seu pedido de mais ajuda à Organização das Nações Unidas foi ignorado. Uma curiosidade é que ambos os filmes destacam a tentativa estadunidense, apoiada pelos britânicos, de impedir a veiculação do termo genocídio, o qual obrigaria uma intervenção internacional com a participação tanto dos EUA, quanto do Reino Unido. No dia 29 de novembro de 2009, Ruanda foi admitida como a 54.ª nação-membro da Comunidade das Nações, sendo a segunda sem ligações históricas com o Reino Unido a ingressar no grupo.

## Geografia
Com área de 26 338 km2, Ruanda é o 149.º país, em extensão territorial. É comparável em tamanho ao Haiti ou ao estado de Marilândia, nos Estados Unidos. Todo o território está em altitude elevada, e o ponto mais baixo é o rio Rusizi, a 950 metros acima do nível do mar. A nação está localizada na parte Oriental/Central do continente africano, e faz fronteira com a República Democrática do Congo a oeste, ao norte com Uganda, Tanzânia a leste, e Burundi ao sul. Situa-se a alguns poucos graus ao sul da linha do Equador e não tem litoral. A capital e maior cidade, Quigali, está localizada próximo ao centro do território do país.
A linha divisória de águas entre as bacias hidrográficas do rio Congo e do Nilo atravessa Ruanda de norte a sul, com cerca de 80% da área do país drenando para o Nilo e 20% para o Congo através do rio Rusizi. O maior rio do país é o Niabarongo, que nasce no sul-oeste, e flui para o norte, leste e sudeste antes de se fundir com o Ruvubu para formar o Cagera; este, por sua vez, segue para o norte ao longo da fronteira leste com a Tanzânia. O Niabarongo-Kagera eventualmente desagua no Lago Vitória, e sua nascente na Floresta Nyungwe é uma das "candidatas" à nascente do Nilo. Ruanda tem muitos lagos, sendo o maior o lago Quivu. Ele ocupa o piso do Rifte Albertino ao longo da maior do comprimento da borda ocidental de Ruanda, e com uma profundidade máxima de 480 metros, é um dos vinte lagos mais profundos do mundo. Lagos importantes incluem Burera, Ruhondo, Muhazi, Rweru e Ihema, sendo o último o maior de uma série de lagos na planície oriental do Parque Nacional Akagera.
As montanhas dominam a porção central e ocidental de Ruanda; elas são parte das do Montanhas Rifte Albertino que flanqueiam o Rifte Albertino do Leste Africano, esta filial corre de norte a sul ao longo da fronteira oeste de Ruanda. Os picos mais altos são encontrados na cadeia de vulcão Virunga, no noroeste, o que inclui o Monte Karisimbi, ponto mais alto de Ruanda, com 4 507 metros de altitude. Esta seção ocidental do país, que fica dentro da ecorregião das florestas montanhosas do Rifte Albertino, tem uma altitude de 1 500 a 2 500 metros. O centro do país é predominantemente formado por colinas, enquanto a região da fronteira consiste de savanas, planícies e pântanos.
Ruanda tem um clima tropical temperado, com temperaturas mais baixas do que as dos típicos países equatoriais, devido à sua elevada altitude. Quigali, no centro do país, tem uma gama de temperatura típica diária entre 12 e 27 °C, com pouca variação ao longo do ano. Existem algumas variações de temperatura em todo o país, o oeste e norte montanhoso são geralmente mais frios do que a porção leste de menor altitude. Existem duas estações de chuvas no ano, a primeira cai de fevereiro a junho e a segunda de setembro a dezembro. Elas são separadas por duas estações secas: a principal de junho a setembro, durante o qual muitas vezes não há chuva em todo o país, e uma mais curta e menos grave, de dezembro a fevereiro. A precipitação varia geograficamente, com o oeste e noroeste do país recebendo mais precipitação anualmente do que o leste e sudeste.

### Biodiversidade

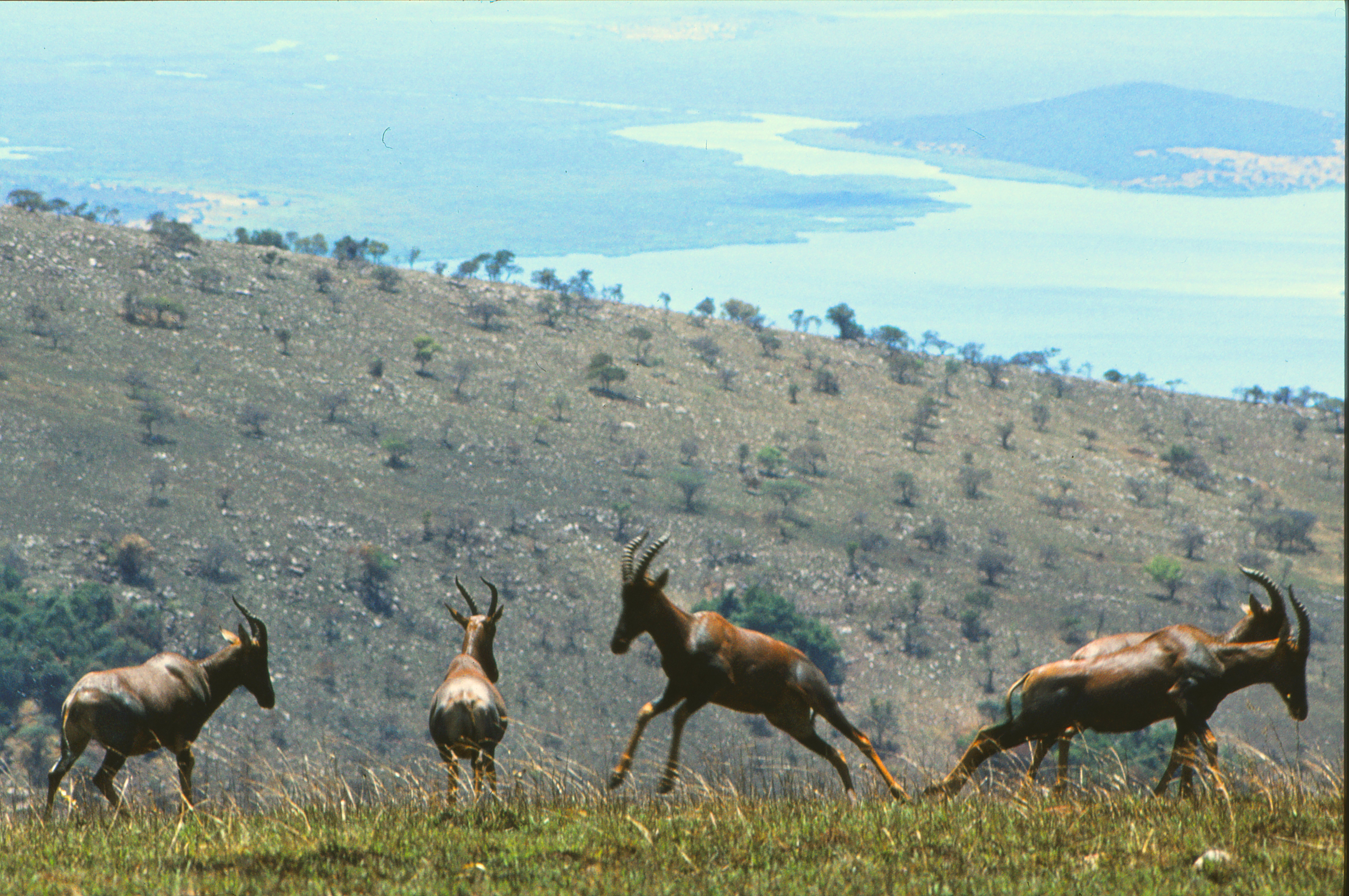
Antílopes (Damaliscus korrigum) no Parque Nacional Akagera

Em tempos pré-históricos, a floresta montanhosa ocupava um terço do atual território de Ruanda. Atualmente, a vegetação original está praticamente restrita aos três parques nacionais, já que o terraceamento para a agricultura domina todo o restante do país. A floresta Nyungwe, a maior extensão de mata remanescente, contém 200 espécies de árvores, entre orquídeas e begônias. A vegetação no Parque Nacional dos Vulcões é predominantemente composta de bambus e charnecas, com pequenas áreas de floresta. Por outro lado, o Parque Akagera tem um ecossistema de savana no qual a acácia domina a flora. Lá existe várias espécies de plantas raras ou ameaçadas de extinção, incluindo Markhamia lutea e Eulophia guineensis.
A maior diversidade de mamíferos de grande porte é encontrada nos três Parques Nacionais, que são designados como áreas de conservação. Akagera contém animais típicos da savana, como girafas e elefantes, enquanto o Parque dos Vulcões é o lar de um terço da população mundial estimada de gorilas-das-montanhas. A floresta Nyungwe possui treze espécies de primatas, incluindo chimpanzés e macacos arborícolas do gênero Colobus; estes últimos se movem em grupos de até 400 indivíduos, sendo assim a espécie que forma o maior bando dentre todos os primatas da África (excetuando o Homo sapiens).
Há 670 espécies de aves em Ruanda, com uma variação marcante entre as regiões leste e oeste do país. A floresta Nyungwe, no oeste, tem 280 espécies registradas, das quais 26 são endêmicas do Rifte Albertino; espécies endêmicas incluem Gallirex johnstoni e Pternistis nobilis. A porção oriental de Ruanda, em contraste, apresenta aves de savana, tais como Laniarius erythrogaster e aquelas associadas com pântanos e lagos, incluindo cegonhas e grous.

## Demografia
Em 2015, o Instituto Nacional de Estatística de Ruanda estimou que a população de Ruanda seja de 11 262 564. O censo de 2012 registrou uma população de 10 515 973. A população é jovem: no censo de 2012, 43,3% da população tinha 15 anos ou menos e 53,4% entre 16 e 64. Segundo o CIA The World Factbook, a taxa anual de nascimentos é estimada em 40,2 nascimentos por mil habitantes em 2015, e a taxa de mortalidade em 14,9. A expectativa de vida é de 59,67 anos (61,27 anos para mulheres e 58,11 anos para homens), que é o 26º mais baixo de 224 países e territórios. A proporção sexual do país é relativamente uniforme.
Com 408 habitantes por quilômetro quadrado, a densidade populacional de Ruanda está entre os maiores da África. Historiadores como Gérard Prunier acreditam que o genocídio de 1994 pode ser atribuído, em parte, a esta elevada densidade. A população é predominantemente rural, com algumas cidades grandes; as habitações estão uniformemente espalhadas por todo o país. As únicas áreas pouco povoadas do país são uma região de savana na antiga província de Umutara e o Parque Nacional Akagera, no leste do país. Quigali é a maior cidade, com uma população de cerca de um milhão de habitantes. Seu crescimento populacional desafia o desenvolvimento em infraestrutura. Outras cidades notáveis são Gitarama, Butare e Gissenhi, todas com população abaixo de 100 mil moradores. A taxa de urbanização aumentou de 6% em 1990, para 16,6% em 2006; em 2011, no entanto, a proporção caiu ligeiramente para 14,8%.
Ruanda é um estado unificado desde tempos pré-coloniais, e sua população é composta a partir de apenas um grupo étnico e linguístico, os baniaruandas; muito diferente da maioria dos estados africanos modernos, cujas fronteiras foram traçadas pelas potências coloniais e não correspondem às fronteiras étnicas ou dos reinos pré-coloniais. Dentro do povo baniaruanda, existem três grupos distintos, o hútus (84% da população em 2009), os tútsi (15%) e os tuás (1%). Estes últimos são um povo pigmeu que descem desde os primeiros habitantes de Ruanda, mas os estudiosos não concordam sobre as origens e as diferenças entre os hútus e tútsis. O antropólogo Jean Hiernaux alega que os tútsis são uma etnia à parte, com uma tendência de "cabeças longas e rostos e narizes estreitos", outros, como Villia Jefremovas, acreditam que não há diferença física discernível e as categorias não foram historicamente rígidas. Na Ruanda pré-colonial os tútsis eram a classe dominante, da qual os Reis e a maioria dos chefes foram derivados, enquanto os hútus eram agricultores. O atual governo desencoraja a distinção hutu/tútsi/tuá, e removeu essa classificação das cédulas de identidade.
A principal língua do país é quiniaruanda, que é falada pela maioria dos ruandeses. Os principais idiomas europeus durante a era colonial eram o alemão, e depois francês, que foi introduzido pela Bélgica e manteve-se como língua oficial e falada após a independência. O afluxo de refugiados de Uganda e de outros lugares durante o século XX criou uma divisão linguística entre a população anglófona e o restante dos francófonos do país. Quiniaruanda, inglês, francês e suaíli são línguas oficiais atualmente. Quiniaruanda é a língua do governo e o inglês é o principal idioma utilizado no meio educacional. O suaíli, a língua franca da África Oriental, também é amplamente falado, particularmente nas áreas rurais. Além disso, os habitantes de ilha Nkombo falam amashi, um idioma intimamente relacionado com o quiniaruanda.

### Religião
A maioria dos ruandeses são católicos, mas houve mudanças significativas na demografia religiosa do país desde o genocídio, com muitas conversões para religiões cristãs evangélicas e para o islamismo. Em 2006, os católicos representavam 56,5% da população, os protestantes 37,1% (dos quais 11,1% eram Adventistas do Sétimo Dia) e 4,6% muçulmanos. 1,7% disseram não possuir crenças religiosas. A religião tradicional africana, apesar de oficialmente representar apenas 0,1% da população, mantém uma influência. Muitos ruandeses veem o Deus cristão como sinônimo de Imana, o tradicional Deus ruandês.

## Política
O presidente de Ruanda é o chefe de estado e tem amplos poderes, incluindo a criação de políticas públicas em conjunto com o gabinete ministerial, a prerrogativa de misericórdia, o comando das forças armadas, a negociação e ratificação de tratados, após a sua conclusão assinatura de ordens presidenciais, e ainda pode declarar guerra ou estado de emergência. O presidente é eleito por voto popular a cada sete anos, e nomeia o primeiro-ministro e todos os outros membros do gabinete. O atual presidente é Paul Kagame, que assumiu o cargo após a renúncia de seu antecessor, Pasteur Bizimungu, em 2000. Kagame, posteriormente, ganhou as eleições em 2003 e 2010, embora organizações de direitos humanos têm criticado estas eleições como sendo "marcadas pela crescente repressão política e restrição à liberdade de expressão".

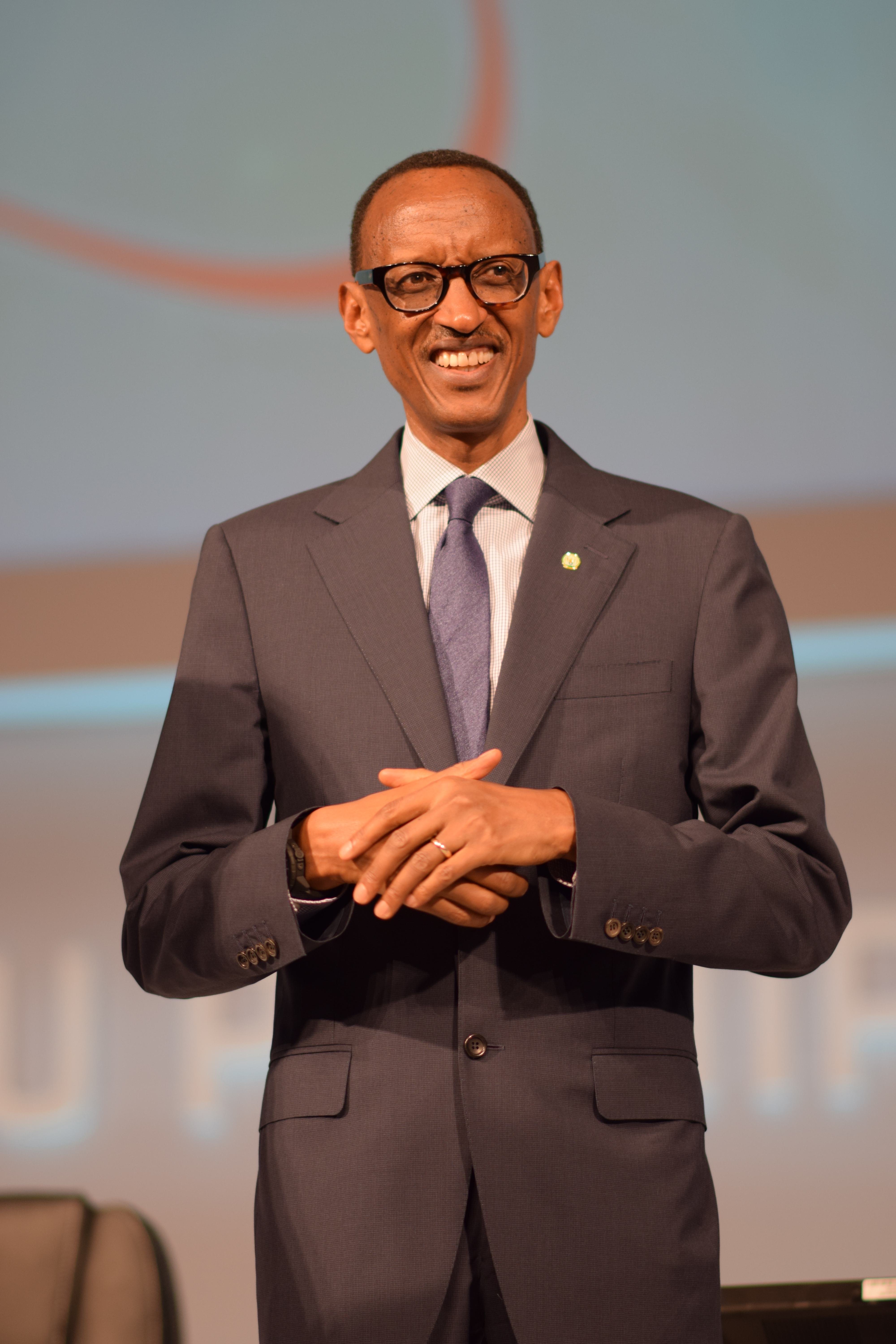
Paul Kagame, atual presidente do país

A atual constituição foi adotada na sequência de um referendo nacional em 2003, substituindo a constituição de transição que já estava em vigor desde 1994. A constituição determina um sistema multipartidário de governo, com políticas baseada na democracia e escolha dos representantes através de eleições. No entanto, a constituição coloca condições sobre a forma como os partidos políticos podem operar. O artigo 54 afirma que "organizações políticas estão proibidas quando baseadas na raça, etnia, tribo, clã, região, sexo, religião ou qualquer outra divisão que pode dar origem a qualquer discriminação". O governo também aprovou leis criminalizando a ideologia genocida, que inclui manifestações de intimidação, discursos difamatórios, negação do genocídio e ridicularização das vítimas. Segundo a Human Rights Watch, essas leis efetivamente fazem Ruanda um estado de partido único, "sob o pretexto de prevenir um outro genocídio, o governo exibe uma intolerância acentuada das formas mais básicas de dissidência". A Anistia Internacional também é crítica, dizendo que as leis de ideologia de genocídio têm sido usados para impor o silêncio, calando críticas às decisões do partido RPF e pedidos de justiça para crimes de guerra cometidos por tal grupo.
O Parlamento consiste em duas câmaras. Ele faz as leis e está habilitado pela constituição a fiscalizar as atividades do presidente e de seu gabinete. A câmara baixa é a Câmara dos Deputados, com oitenta membros que cumprem mandatos de cinco anos. Vinte e quatro destes assentos são reservados para as mulheres, eleitas através de uma assembleia conjunta de funcionários do governo local; outros três assentos são reservados para os membros jovens e pessoas com deficiência, os outros 53 são eleitos por sufrágio universal sob um sistema de representação proporcional. Após a eleição de 2008, há 45 deputadas, tornando Ruanda o único país com uma maioria feminina no parlamento nacional. A câmara superior é o Senado, com 26 cadeiras. Seus membros são selecionados por uma variedade de corpos, e tem mandato de oito anos. A quantidade mínima obrigatória de senadoras é de 30%.
O sistema legal de Ruanda é amplamente baseado nos sistemas de direito civil alemão e belga, e no direito consuetudinário. O judiciário é independente do poder executivo, embora o presidente e o senado estejam envolvidos na nomeação de juízes da Suprema Corte. O Human Rights Watch elogiou o governo de Ruanda pelo progresso feito na entrega da justiça, incluindo a abolição da pena de morte, mas também apontam interferência no sistema judicial por membros do governo, tais como a nomeação de juízes politicamente motivados, uso indevido da promotoria, poder e pressão sobre os juízes para tomar decisões particulares. A Constituição prevê dois tipos de tribunais: comuns e especializados. Tribunais comuns são o Supremo Tribunal Federal, o Tribunal Superior, e os tribunais regionais, enquanto os tribunais especializados são os tribunais militares e tribunais tradicionais Gacaca, que foram reavivadas para agilizar os julgamentos dos suspeitos de genocídio.
Ruanda tem níveis de corrupção baixos em relação à maioria dos outros países africanos. Em 2010, a Transparência Internacional classificou Ruanda como o oitavo mais limpo dentre 47 países na África subsaariana e o 66º com menos corrupção dentre 178 nações em todo o planeta. A Constituição prevê um Provedor de Justiça, cujas funções incluem a prevenção e combate da corrupção. Funcionários públicos (incluindo o Presidente) são exigidos pela Constituição para declarar a sua riqueza ao Provedor de Justiça e para o público, aqueles que não cumprem são suspensos do cargo.
A Frente Patriótica Ruandesa (FPR) é o partido político dominante no país desde 1994. A FPR tem mantido o controle da presidência e do Parlamento nas eleições nacionais, com o percentual de votos para o partido na faixa de 70% do total. A FPR é vista como um partido dominado pelos tútsis, mas recebe apoio de todo o país, e é creditado com a garantia de continuação da paz, estabilidade e crescimento econômico. Organizações de direitos humanos, incluindo a Anistia Internacional e a Freedom House, afirmam que o governo suprime as liberdades dos grupos de oposição ao restringir candidaturas nas eleições para partidos alinhados com a situação, demonstrações de supressão, e prendendo os líderes da oposição e jornalistas.
Ruanda é membro das Nações Unidas, União Africana, Francofonia, da Comunidade do Leste Africano, e da Comunidade das Nações. Por muitos anos durante o regime Habyarimana, o país mantinha laços estreitos com a França, bem como a Bélgica, antiga potência colonial. Sob o governo da Frente Patriótica Ruandesa, no entanto, o país tem procurado estreitar laços com as nações vizinhas da África Oriental e com o mundo anglófono. As relações diplomáticas com a França foram suspensas entre 2006 e 2010, após o indiciamento de autoridades ruandesas por um juiz francês. As relações com a República Democrática do Congo (RDC) ficaram tensas após o envolvimento de Ruanda, na Primeira e Segunda Guerras do Congo, o exército congolês alegou ataques ruandeses em suas tropas, enquanto Ruanda acusou o governo congolês por não reprimir rebeldes hútus nas províncias do Quivu do Norte e do Sul. A relação de Ruanda com Uganda também ficou tensa durante boa parte da década de 2000 na sequência de um embate de 1999 entre os exércitos dos dois países como eles recuaram opondo grupos rebeldes na Segunda Guerra do Congo. A partir de 2012, as relações com Uganda e República Democrática do Congo estão melhoradas.

## Subdivisões
Ruanda tem sido governado por uma hierarquia rígida, desde os tempos pré-coloniais. Antes da colonização, o Rei (Mwami) exercia o controle através de um sistema de províncias, distritos, morros e bairros. A Constituição atual se divide o país em províncias (intara), distritos (uturere), cidades, municípios, povoados, setores (imirenge), células (utugari) e aldeias (imidugudu); as divisões maiores, e suas fronteiras, são estabelecidas pelo Parlamento.
As cinco províncias agem como intermediários entre o governo nacional e seus distritos constituintes para assegurar que as políticas nacionais sejam implementadas a nível distrital. O "Quadro Estratégico da Descentralização de Ruanda", desenvolvido pelo Ministério do Governo Local atribui às províncias a responsabilidade por "questões de governança de coordenação na Província, bem como de monitoramento e avaliação." Cada província é dirigida por um governador, nomeado pelo presidente e aprovado pelo Senado.
Os distritos são responsáveis por coordenar a prestação de serviços públicos e desenvolvimento econômico. Eles são divididos em setores, que são responsáveis pela prestação de serviços públicos a nível distrital. Distritos e setores têm conselhos eleitos diretamente, e são geridos por uma comissão executiva escolhida pelo conselho. As células e aldeias são as menores unidades políticas, fornecendo uma ligação entre as pessoas e os setores. Todos os cidadãos adultos residentes são membros do conselho local de sua célula, a partir do qual um comitê executivo é eleito. A cidade de Quigali é uma autoridade de nível provincial, que coordena o planejamento urbano dentro da cidade.
As atuais fronteiras internas foram traçadas em 2006 com o objetivo de descentralizar o poder e remover as associações com o antigo sistema e o genocídio. A estrutura anterior de doze províncias centradas em torno das maiores cidades foi substituída por cinco províncias baseadas principalmente na geografia. São elas: Província do Norte, Província do Sul, Província do Oeste, Província do Leste, e a Província de Quigali, no centro do país.
|                      | Estado    | Capital | Território (km²) | Habitantes |
| -------------------- | --------- | ------- | ---------------- | ---------- |
| Província de Quigali | Quigali   | 730     | 965 398          |            |
| Província do Norte   | Biumba    | 3 293   | 1 650 704        |            |
| Província do Sul     | Nyanza    | 6 118   | 2 266 124        |            |
| Província do Leste   | Ruamagana | 9 813   | 2 141 174        |            |
| Província do Oeste   | Quibuie   | 5 882   | 2 008 319        |            |

No período anterior, Ruanda estava dividida em 12 intara, partidos em 160 akarere, que foram compartimentados em 1545 umujyi, foram ainda divididos em 9165 partes. As intara eram:
| - Butare - Biumba - Ciangugu - Guicongoro | - Gissenhi - Gitarama - Quibungo - Quibuie | - Quigali - Província de Quigali Rural - Ruengueri - Umutara |

Eis abaixo uma comparação entre as divisões do território ruandês.

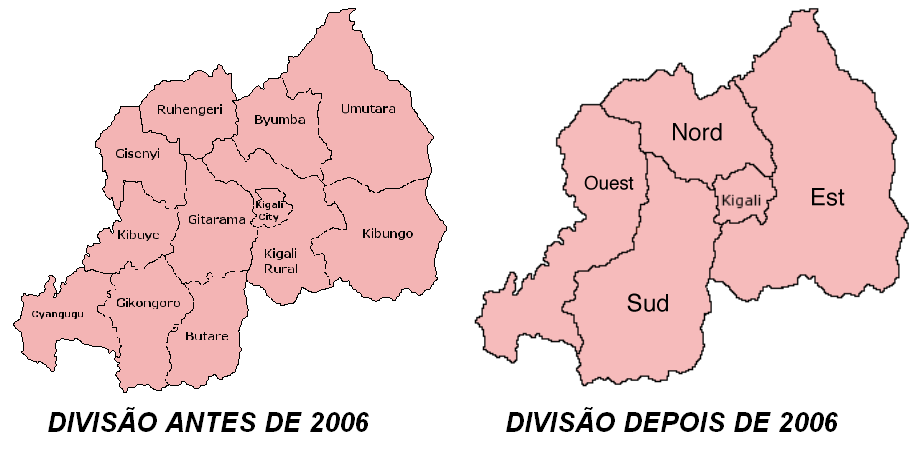
Comparação entre a antiga e a nova divisão de Ruanda

## Economia

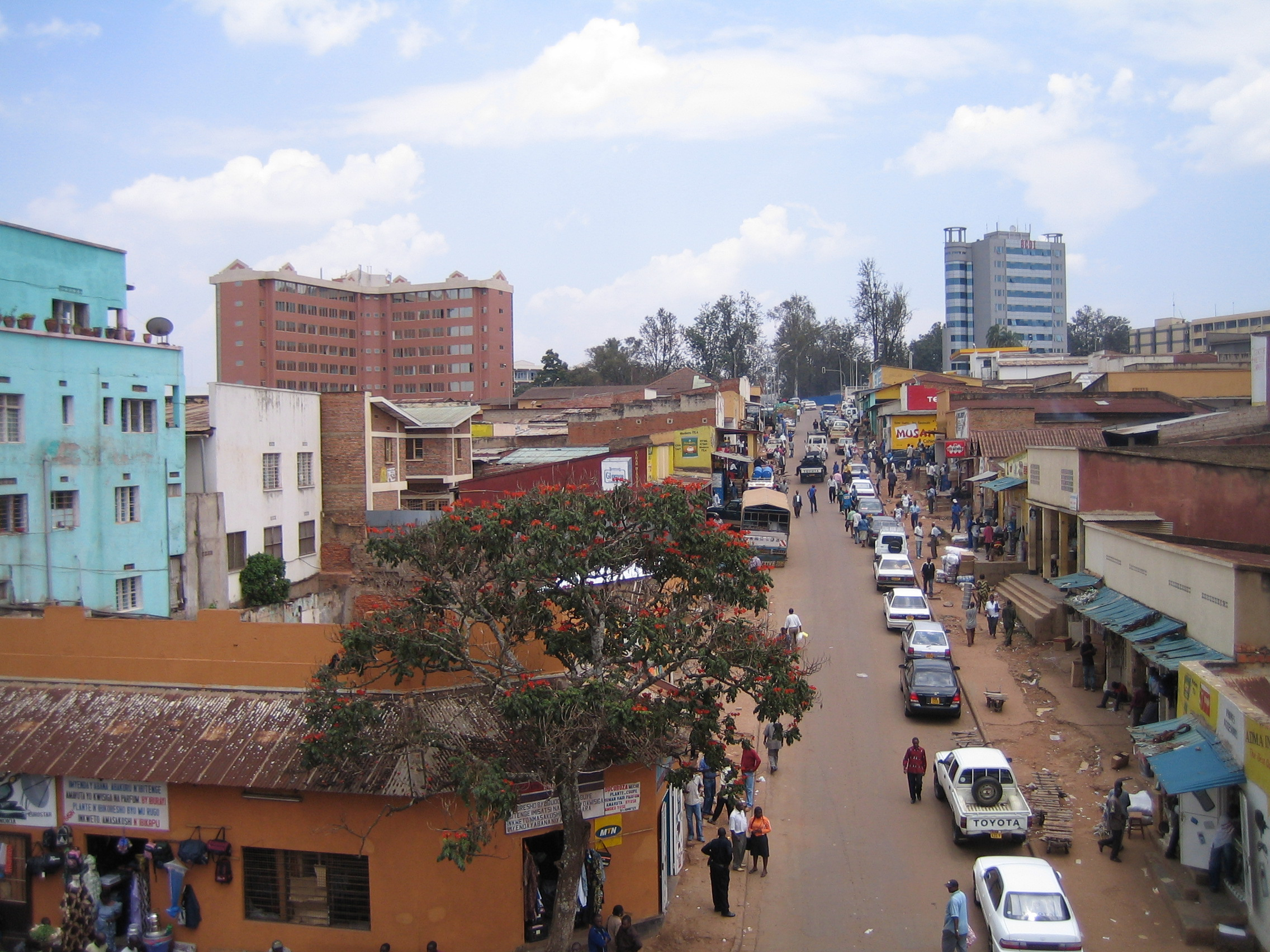
Centro de Quigali, capital do país

Principais produtos de exportação de Ruanda em 2019

A economia de Ruanda sofreu muito durante o genocídio de 1994, com uma enorme perda de vidas e da força de trabalho, incapacidade de manter a infra-estrutura, saques, e negligência de culturas agrícolas de importância econômica. Isso causou uma grande queda no Produto Interno Bruto (PIB) e destruiu a capacidade do país de atrair investimentos privados externos. Mas desde então, a economia tem se fortalecido, com o PIB per capita estimado em 1 284 dólares em 2011, comparado com 416 dólares em 1994. O principais mercados de exportação incluem China, Alemanha e Estados Unidos. A economia é gerida pelo Banco Central Nacional de Ruanda e a moeda é o franco ruandês. Em julho de 2012, a taxa de câmbio era de 301,77 francos para um real brasileiro. Ruanda aderiu à Comunidade do Leste Africano em 2007.
Ruanda é um país de poucos recursos naturais, e a economia é baseada principalmente na agricultura de subsistência por parte dos trabalhadores rurais locais, usando ferramentas simples. Estimativa de 90% da população ativa trabalhe no campo, e a agricultura compreendeu 42,1% do PIB em 2010. Desde meados dos anos 1980, o tamanho da propriedade agrícola e a produção de alimentos têm vindo a diminuir, em parte devido ao reassentamento das populações deslocadas. Apesar do ecossistema fértil de Ruanda, a produção de alimentos, muitas vezes não acompanha o ritmo do crescimento populacional, e importações de alimentos são necessários.
O país cultiva principalmente café, chá, piretro, banana, feijão, sorgo e batata. Café e chá são as principais culturas de exportação, com as altitudes elevadas, encostas íngremes e solos vulcânicos proporcionando condições favoráveis ao plantio. A dependência das exportações agrícolas torna o país vulnerável a mudanças em seus preços. Os animais criados em Ruanda incluem vacas, cabras, ovelhas, porcos, galinhas e coelhos, com variação geográfica nos números de cada um. Os sistemas de produção são em sua maioria tradicionais, embora existam algumas explorações leiteiras intensivas ao redor de Quigali. A escassez de terra e de água, alimentos insuficientes e de má qualidade, além de epidemias regulares com insuficiência dos serviços veterinários são grandes limitações que restringem a saída do produto da pecuária ruandesa. A pesca é praticada nos diversos lagos do país, mas os estoques estão se esgotando, e peixes vivos estão sendo importados em uma tentativa de reviver a indústria pesqueira.
O setor industrial é pequeno, contribuindo com apenas 14,3% do PIB em 2010. Os produtos fabricados incluem cimento, produtos agrícolas, bebidas, sabonetes, móveis, sapatos, produtos de plástico, têxteis e cigarros. A mineração é um importante contribuinte para a indústria do país, gerando 93 milhões de dólares em 2008. O minerais minados incluem cassiterita, volframite, ouro, e coltan, que é usado no fabrico de dispositivos eletrônicos e de comunicação, tais como telefones celulares.
O setor de serviços de Ruanda sofreu durante a recessão do final da década de 2000, na qual os bancos diminuíram os empréstimos e a ajuda e investimentos externos foram reduzidos. O setor se recuperou em 2010, tornando-se o maior setor do país por produção econômica e contribuindo com 43,6% do PIB nacional. Os principais elementos do setor terciário incluem bancos e negócios, comércio atacadista e varejista, hotéis e restaurantes, transporte, armazenamento, comunicação, seguros, imobiliárias, serviços de negócios e de administração pública, incluindo educação e saúde. O turismo é um dos recursos de mais rápido crescimento econômico e tornou-se o maior setor de captação de recursos vindos do estrangeiro em 2011. Apesar da herança do genocídio, o país está cada vez mais consolidado internacionalmente como um destino seguro; a Direcção de Imigração e Emigração registrou 405 801 pessoas que visitaram o país entre janeiro e junho de 2011, 16% deles chegaram de fora da África. A receita gerada pelo turismo foi de 115,6 milhões dólares entre janeiro e junho de 2011; os "turistas de férias" contribuíram com 43% dessa receita, apesar de ser apenas em 9% do total. Ruanda é um dos dois únicos países nos quais os gorilas-das-montanhas podem ser visitadas com segurança; a trilha dos gorila, no Parque Nacional dos Vulcões, atrai milhares de visitantes por ano, que estão dispostos a pagar altos preços para as licenças de entrada. Outras atrações incluem a Floresta Nyungwe, que abriga chimpanzés, Ruwenzori colobus e outros primatas, os resorts do Lago Quivu, e o Parque Nacional Akagera, uma pequena reserva de savana no leste do país.

## Infraestrutura

### Transporte e energia
O governo aumentou os investimentos na infraestrutura de transporte de Ruanda desde o genocídio de 1994, com ajuda dos Estados Unidos, União Europeia, Japão e outros. O sistema de transporte centrado principalmente na rede viária, com estradas pavimentadas entre Quigali e a maioria das outras grandes cidades e vilas do país. Ruanda está ligada por estrada a outros países do Leste da África, como Uganda, Tanzânia, Burundi e Quênia, bem como a cidades do leste congolês de Goma e Bucavu, a via comercial do país mais importante é a estrada para o porto de Mombaça e Nairóbi via Campala. A principal forma de transporte público no país é o táxi compartilhado. Vias expressas ligam as principais cidades e o serviço local é oferecido para a maioria das aldeias ao longo das estradas principais. Serviços de transporte estão disponíveis para vários destinos em países vizinhos. O país tem um aeroporto internacional em Quigali que serve a diversos destinos domésticos e internacionais. A partir de 2011, o país não tem estradas de ferro, embora o financiamento tem sido assegurado por um estudo de viabilidade para estender a Linha Central da Tanzânia para Ruanda. Não há transporte público aquático entre as cidades portuárias no Lago Quivu, embora um serviço limitado privado existe e o governo iniciou um programa para incentivar o desenvolvimento de um serviço completo. Em maio de 2012, o primeiro-ministro britânico David Cameron leiloado um taco assinado pelo jogador de críquete indiano "God" Sachin Tendulkar para arrecadar fundos para a construção de um estádio de críquete em Ruanda.
O fornecimento de eletricidade em Ruanda era, até início dos anos 2000, gerada quase que inteiramente a partir de fontes hidrelétricas, as usinas dos Lagos Burera e Ruhondo produziam 90% da eletricidade do país. A combinação de chuvas abaixo da média e da atividade humana, incluindo a drenagem das wetlands Rugezi de cultivo e pastagem, provocou a queda dos níveis de água dos dois lagos a partir de 1990. OS níveis em 2004 foram reduzidos em 50%, levando a uma queda acentuada na produção das centrais. Isso, juntamente com aumento da demanda devido ao crescimento da economia, precipitou uma queda em 2004 e da utilização de carga generalizada. Como medida de emergência, o governo instalou geradores a diesel no norte de Quigali, até 2006 estes estavam fornecendo 56% da eletricidade do país, mas eram muito caros. O governo promulgou uma série de medidas para aliviar este problema, incluindo a reabilitação das zonas húmidas Rugezi, que fornecem água para Burera e Ruhondo e investimento em um esquema para extrair gás metano no Lago Quivu, esperado em sua primeira fase, para aumentar a geração de energia do país em 40%. Apenas 6% da população tinha acesso à eletricidade em 2009.

### Comunicação
As maiores emissoras de rádio e televisão dos país são estatais. A maioria dos ruandeses têm acesso ao rádio e a Radio Rwanda é a principal fonte de notícias em todo o país. O acesso à televisão abrange quase que somente as áreas urbanas. A imprensa é fortemente restrita e os jornais rotineiramente se auto-censuram para evitar represálias do governo. No entanto, publicações em língua quiniaruanda, inglês e francês com críticas aos governantes estão amplamente disponíveis em Quigali. As restrições aumentaram com a campanha para a eleição presidencial de Ruanda em 2010, e dois jornais independentes, Umuseso e Umuvugizi, forma suspensos por seis meses pelo Alto Conselho de Mídia.
A Rwandatel é o grupo de telecomunicações mais antigo do país, fornecendo o serviço de telefonia fixa para 23 000 assinantes, em sua maioria instituições do governo, bancos, ONGs e embaixadas. A proporção de assinaturas de telefones fixos particulares é baixa. Em 2011, a penetração da telefonia móvel no país foi de 35%, aumentando 1% em relação ao ano anterior. O principal fornecedor é a MTN, com cerca de 2,5 milhões de assinantes, seguida pela Tigo com 700 000. Uma terceira companhia de telefonia móvel de terceira, dirigida por Bharti Airtel, está programada para entrar em operação no primeiro trimestre de 2012. A Rwandatel também operava como uma rede de telefonia móvel, mas o regulador da indústria revogou sua licença em abril de 2011, após o fracasso da empresa em cumprir os compromissos de investimento acordados. A penetração da internet é baixa, mas cresce rapidamente: em 2010 havia 7,7 usuários de internet por 100 habitantes, contra 2,1 em 2007. Em 2011, uma rede de telecomunicações com 2 300 quilômetros de fibra óptica foi concluída, com o objetivo de fornecer serviços de banda larga e facilitar o comércio eletrônico. Esta rede está ligada à SEACOM, um cabo submarino de fibra óptica que liga o sul e o leste da África. Dentro de Ruanda, os cabos correm ao longo das principais estradas, ligando cidades em todo o país. A operadora de telefonia móvel MTN também disponibiliza um serviço pré-pago de internet sem fio, acessível na maioria dos bairros de Quigali.

### Educação e saúde

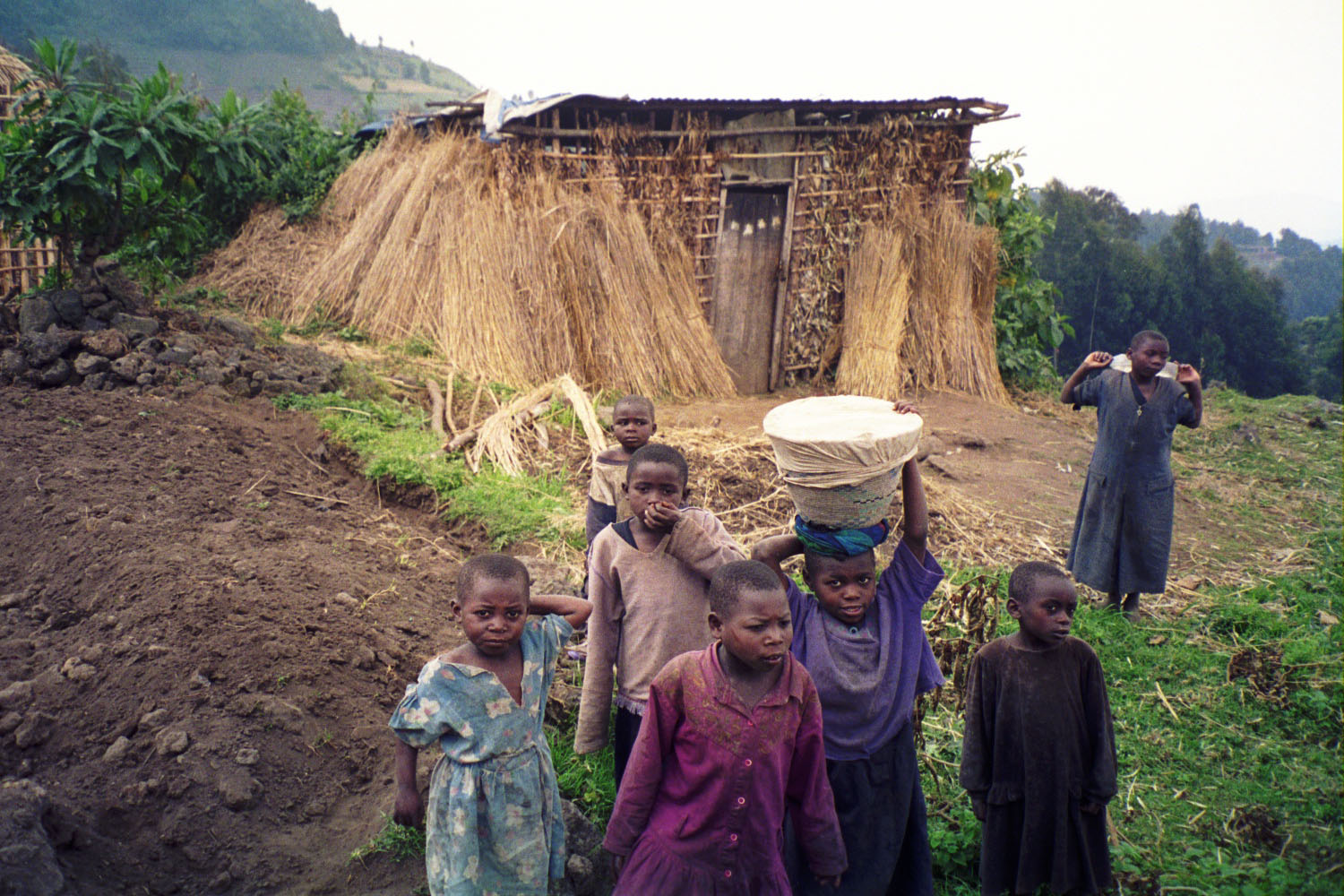
Crianças ruandesas

O governo ruandês proporciona educação gratuita na rede pública escolar durante nove anos: seis séries de ensino básico, seguidos de outras três de um programa comum secundário. O presidente Kagame anunciou durante sua campanha à reeleição em 2010 que planejava estender essa educação gratuita para cobrir os três últimos anos secundários. Muitas crianças mais pobres continuam a não frequentar a escola devido à necessidade de compra de uniformes e livros e à rotina de serviços domésticos. Há muitas escolas particulares em todo o país, algumas dirigidas pela Igreja, que seguem o mesmo programa das públicas mas cobram mensalidades. Um número muito pequeno dela oferece qualificações internacionais. De 1994 até 2009, o ensino médio era oferecido em francês ou inglês, mas devido a crescentes laços do país com a Comunidade do Leste Africano e a Commonwealth, apenas os currículos ingleses são agora ofertados. O país tem algumas instituições de ensino superior, com a Universidade de Quigali, a Universidade Independente de Quigali e a Universidade de Ruanda, sendo a última a mais proeminente. Em 2009, a taxa bruta de matrícula para o ensino superior em Ruanda foi de 5%. A taxa de alfabetizados do país, definidos como aqueles com quinze anos ou mais que sabem ler e escrever, foi de 71% em 2009, ante 38% em 1978 e 58% em 1991.
A qualidade dos cuidados de saúde é geralmente baixa, mas vem melhorando nos últimos anos. Uma em cada cinco crianças morria antes de completar cinco anos, muitas vezes de malária, no entanto, a mortalidade infantil caiu pela metade durante o período de 2005 a 2010. Há uma escassez de profissionais médicos qualificados no país, e alguns medicamentos são escassos ou inexistentes. 87% têm acesso a cuidados de saúde, mas existem apenas dois médicos e dois paramédicos para cada 100 000 pessoas. O governo está tentando melhorar a situação, como parte do programa de desenvolvimento Vision 2020. Em 2008, o governo gastou 9,7% da despesa nacional em saúde, em comparação com 3,2% em 1996. Também criou os institutos de formação, incluindo o Instituto de Saúde de Quigali. O seguro de saúde tornou-se obrigatório para todos os indivíduos em 2008; em 2010 mais de 90% da população estava coberta. A prevalência de algumas doenças está em declínio, incluindo a eliminação do tétano materno e neonatal e uma redução acentuada na morbidade, mortalidade e letalidade específica da malária, mas o perfil de saúde do país continua a ser dominado por doenças transmissíveis. A soroprevalência de HIV/AIDS no país é classificada pela Organização Mundial de Saúde como uma epidemia generalizada; estima-se que 7,3% dos habitantes urbanos e 2,2% da população rural, com idades entre 15 e 49, seja HIV positivo.
O governo ruandês priorizou o financiamento da rede de abastecimento de água durante a década de 2000, aumentando significativamente sua participação no orçamento nacional. Este apoio financeiro, juntamente com a colaboração de doadores, causou um rápido aumento no acesso à água potável: em 2008, 73% da população tinha acesso à água potável, contra cerca de 55% em 2005. A infra-estrutura de água do país consiste em sistemas urbanos e rurais, que fornecem água para a população, principalmente através de fontanários em áreas rurais e conexões privadas em áreas urbanas. Nas regiões não servidas por estes sistemas, bombas manuais e nascentes são amplamente utilizadas. Apesar de ter chovido níveis superiores a 100 centímetros por ano em muitas áreas, pouco uso se faz da água da chuva. O acesso ao saneamento continua a ser baixo, e a ONU estima que em 2006, apenas 34% da população urbana e 20% da população rural tinha acesso ao saneamento básico. As políticas públicas para melhorar o saneamento são limitadas, priorizando apenas as áreas urbanas. A maioria da população, tanto urbana como rural, usa latrinas públicas comuns.

## Cultura
Música e dança são partes integrantes de cerimônias, festivais, eventos sociais e das histórias contadas de Ruanda. A dança tradicional mais famosa tem movimentos coreografados que consistem em três componentes: o umushagiriro, ou "dança da vaca", realizado pelas mulheres; o intore, ou "dança dos heróis", executado por homens, e a batida dos tambores, também tradicionalmente feita pelos homens, em um instrumento de percussão conhecido como ingoma. O grupo de dança mais conhecido é o Balé Nacional, criado pelo presidente Habyarimana em 1974, a companhia faz apresentações a nível nacional e internacional. Tradicionalmente, a música é transmitida oralmente, com estilos que variam entre os diversos grupos sociais. Os tambores são de grande importância, e os bateristas reais gozavam de status elevado dentro da corte do Rei (Mwami). Os bateristas tocam juntos em grupos de tamanhos variados, geralmente em número de sete ou nove. O país tem uma crescente indústria de música popular, influenciada pela música americana, congolesa e do Leste Africano. O gênero mais popular é o hip hop, com uma mistura de rap, ragga, R&B e dance-pop.
A culinária de Ruanda se baseia em alimentos básicos produzidos pela agricultura de subsistência, tais como banana, banana-da-terra (conhecida como ibitoke), leguminosas, batata doce, feijão e mandioca. Muitos ruandeses não comem carne mais do que algumas vezes por mês. Para aqueles que vivem perto de lagos e tem acesso a pescados, a tilápia é bastante apreciada. A batata, que teria sido introduzida no país pelos colonizadores alemães e belgas, tornou-se muito popular. O ubugari (ou umutsima) é uma pasta feita a partir de mandioca ou de milho misturado com água, para formar uma consistência semelhante a da papa de aveia; é consumido pelos povos da África Oriental. O isombe é feito de folhas de mandioca amassadas e servido com peixe seco. O almoço dos ruandenses é geralmente uma refeição conhecido como mélange, constituído pelos pratos acima e, por vezes, à base de carne. Brochettes são o alimento mais popular quando se janta fora de casa, normalmente feito de cabra, mas às vezes de dobradinha, carne ou peixe. Nas áreas rurais, muitos bares têm um vendedor responsável pelo brochette; ele cuida e abate os caprinos, prepara e assa a carne, servindo-a com bananas grelhadas. O leite, particularmente na forma de iogurte fermentado, chamado ikivuguto, é uma bebida comum em todo o país. Outras bebidas incluem a cerveja tradicional chamada urwagwa, feita a partir de sorgo ou de bananas, que é consumida também em rituais e cerimônias tradicionais. As cervejas comerciais fabricadas em Ruanda incluem Primus, Mutzig e Amstel.

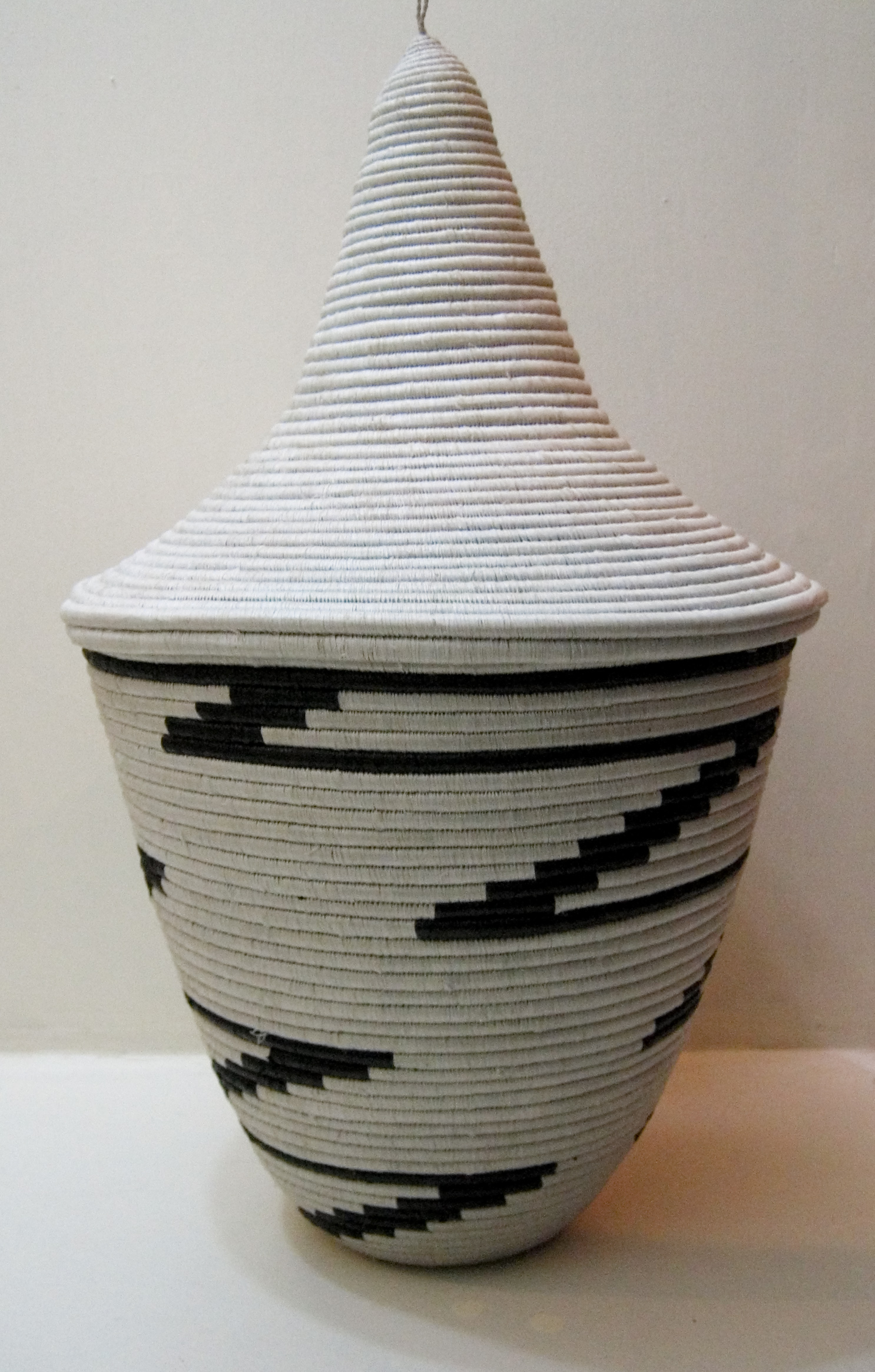
Uma cesta tecida de Ruanda

Os diversos itens do artesanato tradicional são produzidos em todo o país, embora a maioria tenha se originado como itens funcionais, hoje em dia servem como peças de decoração. Cestos e bacias são especialmente comuns. Imigongo, uma forma popular de arte com esterco de vaca, é produzido no sudeste de Ruanda, com uma história que remonta a época que a região era parte do reino independente Gisaka. O esterco é misturado com solos naturais de várias cores e pintado em sulcos padronizadas para formar formas geométricas. Outros artesanatos incluem escultura de cerâmica e madeira. O estilo tradicional das residências faz uso de materiais disponíveis localmente; casas de barro circulares ou retangulares, com erva-palha (conhecida como telhados nyakatsi) são as mais comuns. O governo iniciou um programa para substituí-los por materiais mais modernos como o ferro corrugado.
Ruanda não tem uma longa história de literatura escrita, mas há uma forte tradição oral que vai da poesia à lendas folclóricas. Muitos dos valores morais do país e os detalhes da história foram passados através das gerações dessa maneira. A mais famosa figura literária de Ruanda foi Alexis Kagame (1912-1981), que realizou e publicou pesquisas sobre as tradições orais, bem como escreveu sua própria poesia. O genocídio em Ruanda resultou no surgimento de uma literatura de relatos de testemunhas, ensaios e ficção por uma nova geração de escritores como Benjamin Sehene. Uma série de filmes foram produzidos sobre o genocídio ruandês, incluindo Hotel Ruanda, nomeado ao Globo de Ouro, Shake Hands with the Devil, Sometimes in April e Shooting Dogs, os dois últimos tendo sido filmados em Ruanda e com sobreviventes reais como membros do elenco.
Onze feriados nacionais regulares são observados ao longo do ano, com outros ocasionalmente inseridos pelo governo. Na semana seguinte ao Dia Memorial do Genocídio, em 7 de abril, é designada uma semana de luto oficial. O último sábado de cada mês é o umuganda, um dia nacional de serviços à comunidade, durante o qual a maioria dos serviços normais fecha a partir das sete da manhã até o meio-dia.